# Working!!
Working!! ist eine Mangareihe, die von Karino Takatsu geschrieben und illustriert wurde. Die von 2005 bis 2015 veröffentlichte Reihe wurde sowohl durch mehrere Hörspiele als auch durch eine von A-1 Pictures animierte Anime-Fernsehserie adaptiert.

## Inhalt
Im Zentrum der Handlung steht der Schüler Sōta, der von der ein Jahr älteren, aber sehr kleinwüchsigen Popura angesprochen wird, ob er nicht Lust habe, als Aushilfe in dem Familienrestaurant Wagnaria zu arbeiten. Dadurch inspiriert und durch seine Zuneigung zu „kleinen Dingen“ beflügelt, beginnt er, dort als Aushilfe zu arbeiten. Jedoch sieht er sich mit anderen Mitarbeitern des Restaurants konfrontiert, die zumeist eine besondere Persönlichkeit haben. So kümmert sich die Geschäftsleiterin Kyōko, die zahlreiche Verbindungen zur Mafia hat, überhaupt nicht um die Wünsche ihrer Gäste und lässt sich stattdessen von Yachiyo versorgen, die ihrerseits eine extreme Zuneigung zu Kyōko hat. Mahiru kann sich unterdessen nicht zurückhalten, Männer zu schlagen, weil sie Angst vor ihnen hat. Etwas zurückhaltender ist das zweiköpfige Küchenpersonal, das aus Jun und Hiroomi besteht, wobei Jun von Anfang an Sōta nicht ausstehen kann und ihn entsprechend behandelt.
In diese Situation hineingeraten, sieht sich Sōta mit dem Alltag in dem Restaurant konfrontiert, der immer wieder von besonderen, selbst auferlegten und teilweise absurden Regeln geprägt ist. Zugleich versucht er das Geschäft am Laufen zu halten, wobei er immer wieder als Sündenbock herhalten und regelmäßig die Arbeiten der anderen Mitarbeiter übernehmen muss.

## Charaktere
Sōta Takanashi (小鳥遊 宗太, Takanashi Sōta)
Er ist die Hauptfigur der Mangareihe und hat eine ausgeprägte Schwäche für kleine Dinge, die er als niedlich empfindet. So hat er eine überaus freundliche Beziehung und eine gewisse Zuneigung zu Popura. Stets von der Absurdität seiner Mitarbeiter beunruhigt, versucht er so gut wie möglich seine Aufgaben zu erledigen. Er hat drei ältere Schwestern, wovon eine regelmäßig das Wagnaria besucht. Sie sind zugleich auch der Grund dafür, warum er eine Abneigung gegenüber größeren und älteren Frauen hat, da er stets unter ihnen zu leiden hatte.
Popura Taneshima (種島 ぽぷら, Taneshima Popura)
Sie ist hinter dem Protagonisten die weibliche Hauptfigur von Working!! und längerzeitige Mitarbeiterin im Restaurant. Die Oberschülerin ist für ihr Alter – sie ist ein Jahr älter als Sōta – sehr klein und wurde ironischerweise nach der hochwachsenden Pflanzengattung der Pappeln (jap. ポプラ, Populus) benannt. Popura ist dennoch eine geschäftige Mitarbeiterin, auch wenn sie dabei durch ihre schwache körperliche Statur immer wieder gehandicapt ist. Darüber hinaus macht sie von Zeit zu Zeit Fehler und ist nicht in der Lage, sich den Familiennamen des Protagonisten zu merken, den sie immer wieder Katanashi statt Takanashi nennt, auch wenn sie gerade korrigiert wurde.

## Entstehung und Veröffentlichungen

### Web-Manga
Seine Anfänge fand Working!! in einem gleichnamigen Webcomic, der ebenfalls vom späteren Autor Karino Takatsu geschrieben wurde. Auf der Website wurden zunächst in unregelmäßigen Abständen von 2002 bis 2013 einzelne Strips veröffentlicht, die sich aber sowohl im Stil der Handlung als auch in der Darstellung von der daraus erwachsenen Mangareihe unterscheiden. Seit dem 25. Juli 2015 werden diese Webkapitel als Web-ban Working!! (WEB版 WORKING!!) in Buchform verlegt, von denen bisher (Stand: Februar 2017) fünf Bände erschienen sind.

### Print-Manga
Die Reihe selbst, die im Stile eines Yonkoma verfasst ist, erschien von Dezember 2014 (Ausgabe 1/2015) bis 7. November (Ausgabe 22/2016) des Magazins Young Gangan. Eine erste Zusammenfassung der einzelnen Kapitel als Tankōbon wurde am 25. Dezember 2005 von Square Enix, dem Herausgeber des Magazins, veröffentlicht. Zehn weitere Kapitel wurden zwischenzeitlich für Mobiltelefone als Download angeboten. Im Vorfeld der Anime-Adaption wurden einzelne Kapitel im zweiwöchentlichen Abstand ebenfalls auf der Website des Animes veröffentlicht. Das Abschlusskapitel soll am 7. November 2014 veröffentlicht werden.
- Bd. 01: ISBN 4-7575-1577-4, 25. Dezember 2005
- Bd. 02: ISBN 4-7575-1705-X, 24. Juni 2006
- Bd. 03: ISBN 978-4-7575-1935-0, 25. Januar 2007
- Bd. 04: ISBN 978-4-7575-2144-5, 22. Oktober 2007
- Bd. 05: ISBN 978-4-7575-2253-4, 25. April 2008 (Sonderausgabe mit Hörspiel: ISBN 978-4-7575-2236-7)
- Bd. 06: ISBN 978-4-7575-2516-0, 26. März 2009
- Bd. 07: ISBN 978-4-7575-2829-1, 25. März 2010
- Bd. 08: ISBN 978-4-7575-2944-1, 24. Juli 2010
- Bd. 09: ISBN 978-4-7575-3119-2, 25. März 2011 (Sonderausgabe mit Popura-Figur: ISBN 978-4-7575-3048-5)
- Bd. 10: ISBN 978-4-7575-3375-2, 24. September 2011
- Bd. 11: ISBN 978-4-7575-3616-6, 24. November 2012 (Sonderausgabe mit Kotori-Figur: ISBN 978-4-7575-3617-3)
- Bd. 12: ISBN 978-4-7575-4029-3, 25. Dezember 2013 (Sonderausgabe mit Hörspiel: ISBN 978-4-7575-4030-9)
- Bd. 13: ISBN 978-4-7575-4436-9, 25. Dezember 2014 (Sonderausgabe mit Kalender: ISBN 978-4-7575-4437-6)

Außerhalb Japans wurde der Manga für eine chinesische Übersetzung in Taiwan von Tong Li Comics lizenziert.
Eine Fortsetzung namens Working!! Re:Order erschien vom 5. Januar (Ausgabe 2/2015) bis 5. Juni 2015 (Ausgabe 12/2015) und wurde auch in einem Sammelband zusammengefasst.

## Adaptionen

### Hörspiele
Square Enix veröffentlichte unter dem Titel Young Gangan Book In CD Working!! (ヤングガンガン ブック・イン・CD WORKING!!) drei Hörspiele zum Manga, deren Handlung von Shōgo Mukai geschrieben wurde. Die erste CD wurde am 25. Januar 2007 zusammen mit einem 96 Seiten umfassenden Booklet veröffentlicht, das neben einer Niederschrift der Geschichte ebenfalls ein Extrakapitel aus der Mangareihe enthielt. Die zweite und dritte CD enthielten ein ähnlich umfangreiches Booklet und erschienen am 25. April 2008 und am 25. März 2009.

### Anime

#### Working!!
Unter der Regie von Yoshimasa Hiraike wurde im Animationsstudio A-1 Pictures eine gleichnamige Anime-Fernsehserie produziert. Das Charakterdesign baut auf dem der Mangavorlage auf und wurde von Shingo Adachi an die Serie angepasst. Die Leitung der Animation übernahm Shingo Adachi, während Kenichi Tajiri die künstlerische Leitung innehatte.
Die erste Folge der auf 13 Folgen angesetzten Serie wurde am 4. April 2010 auf dem japanischen Fernsehsender Tokyo MX ausgestrahlt. Dort lief die Serie bis zum 26. Juni 2010. Einige Tage bis einige Wochen später begannen ebenfalls die Sender AT-X, Chūkyō TV, STV und Yomiuri TV mit der Ausstrahlung. Im Vorfeld wurde die erste Folge bereits am 6. März 2010 von Tokyo MX als eine Art Vorschau übertragen.
Die Serie erschien in Japan auf 7 DVDs, die zwischen dem  21. April und dem 27. Oktober 2010 veröffentlicht wurden. Eine Sammelausgabe auf Blu-ray Discs soll am 24. August 2011 folgen. NIS America lizenzierte die Serie für den US-amerikanischen Markt und veröffentlichte sie unter dem Namen Wagnaria!! im März 2011.
Nach einem Aprilscherz mit Figuren des ursprünglichen Webcomics wurde am 2. April 2011 auf der Homepage des Anime eine zweite Staffel angekündigt. Statt Yoshimasa Hiraike wird Atsushi Ōtsuki Regie führen und Takao Yoshioka die Drehbücher beaufsichtigen. Wie in der ersten Serie übernimmt Shingo Adachi Charakterdesign und Leitung der Animation und monaca die Komposition der Musik.
Die zweite Staffel namens Working’!! (mit Apostroph) wurde vom 1. Oktober bis 24. Dezember 2011 auf Tokyo MX, Tochigi TV und Gunma TV ausgestrahlt und binnen einer Woche auf Sapporo TV, Yomiuri TV, Chūkyō TV. Die dritte Staffel, Working!!!, lief vom 5. Juli bis 27. September 2015 nach Mitternacht auf den gleichen Sendern.

#### WWW.Working!!
2016 wurde auch der Web-Manga von A-1 Pictures als Anime verfilmt. In dieser Serie gibt es anderes Figurenensemble. Regie führte diesmal Yumi Kamakura, das Characterdesign und die Animationsleitung stammt von Mayuko Nakano. Die 13 Folgen wurden vom 1. Oktober bis 24. Dezember 2016 auf Tokyo MX, Tochigi TV, Gunma TV und BS11 ausgestrahlt, sowie mit bis zu einer Woche Versatz auch auf Yomiuri TV, TV Aichi, Sapporo TV und AT-X.

#### Musik
Für den Vorspann ab Folge 2 der Serie wurde der Titel SOMEONE ELSE aufgenommen, der von Eri Kitamura, Kana Asumi und Saki Fujita interpretiert wurde. Im Abspann ab Folge 2 wurde der Titel Heart no Edge ni Idomō Go to Heart Edge (ハートのエッジに挑もう Go to Heart Edge) gespielt, der von Jun Fukuyama, Daisuke Ono und Hiroshi Kamiya gesungen wurde. Die Komposition und das Arrangement beider Titel stammen von Satoru Kōsaki. Folge 9 verwendete als Abspann jedoch Golden Day (ゴールデン・デイ, Gōruden Dei), gesungen von Saki Fujita. Die erste Folge verwendete weder Vor- noch Abspann.
Beide Titel wurden zusammen am 21. April 2010 auf der Single SOMEONE ELSE (ANZB-9651) veröffentlicht.
Die zweite bzw. dritte Staffel verwendete ab Folge 2 im Vorspann Coolish Walk bzw. Now!!! Gamble, gesungen von Kana Asumi, Saki Fujita und Eri Kitamura, sowie im Abspann Itsumo no Yō Love & Peace!! (いつものようにLOVE&PEACE!!) bzw. Matsuge ni Lock (まつ毛にLOCK), gesungen von Jun Fukuyama, Daisuke Ono und Hiroshi Kamiya. Die erste Folge verwendete keinen Vorspann und im Abspann kam der Vorspanntitel der späteren Folgen zum Einsatz.
Die Liedtexte stammen jeweils von Kenzō Saeki.
Der Vorspanntitel von WWW.Working!! war Eyecatch! Too much! gesungen von Haruka Tomatsu, Yōko Hikasa und Sora Amamiya, der Abspanntitel Mujūryoku Fever (無重力フィーバー) von Yūichi Nakamura, Kōki Uchiyama und Kenshō Ono, wobei in Folge 13 auch vorher genannte Synchronsprecherinnen mitsangen.

#### Synchronisation
| Working!!        | Working!!                    | Working!!                    | WWW.Working!!     | WWW.Working!!        |
| Rolle            | japanischer Sprecher (Seiyū) | japanischer Sprecher (Seiyū) | Rolle             | japanischer Sprecher |
| Rolle            | Hörspiel                     | Anime                        | Rolle             | japanischer Sprecher |
| ---------------- | ---------------------------- | ---------------------------- | ----------------- | -------------------- |
| Sōta Takanashi   | Ken’ichi Suzumura            | Jun Fukuyama                 | Daisuke Higashida | Yūichi Nakamura      |
| Popura Taneshima | Mai Kadowaki                 | Kana Asumi                   | Hana Miyakoshi    | Haruka Tomatsu       |
| Mahiru Inami     | Mai Nakahara                 | Saki Fujita                  | Ken’ichirō Sakaki | Kōsuke Toriumi       |
| Kyōko Shirafuji  | Junko Minagawa               | Kumiko Watanabe              | Sayuri Muranushi  | Yōko Hikasa          |
| Yachiyo Todoroki | Shiho Kawaragi               | Eri Kitamura                 | Shiho Kamakura    | Sora Amamiya         |
| Jun Satō         | Hirofumi Nojima              | Daisuke Ono                  | Yūta Shindō       | Kenshō Ono           |
| Hiroomi Sōma     | Yoshinori Fujita             | Hiroshi Kamiya               | Kōki Saiki        | Yoshimasa Hosoya     |

## Rezeption
Die vierte Tankōbon-Ausgabe von Working!! war in der Woche vom 23. zum 29. Oktober 2007 die siebenthäufigst verkaufte Ausgabe in Japan. Die sechste Ausgabe verkaufte sich in der Woche vom 24. bis 30. März 2009 73.000-mal und erreichte damit den sechsten Platz des von Oricon herausgegebenen Rankings.